# Oepuah Selatan
Oepuah Selatan is een bestuurslaag in het regentschap Timor Tengah Utara van de provincie Oost-Nusa Tenggara, Indonesië. Oepuah Selatan telt 925 inwoners (volkstelling 2010).